# クピドゥレビュー
「クピドゥレビュー」は、悠木碧の楽曲。藤林聖子が作詞、zakbeeが作曲を手掛けた。2枚目のシングルとして2014年4月30日にFlyingDogから発売された。

## 背景
本曲は、テレビアニメ『彼女がフラグをおられたら』のオープニングテーマに起用された。
デモの段階ではあまりにもありきたりなジャズ調の曲であったため、今までの悠木の楽曲にはない「素っ頓狂」な曲するよう依頼し、一旦完成した楽曲を段階的にグレードアップさせて結果的に「究極にキュートで素っ頓狂な曲」に仕上げたという。
また、同アニメで悠木が演じる吟遊院芹香の視点で歌うと結果的に同アニメの主人公である旗立颯太を助けたことになり、中立を標榜している「クピドゥレビュー」のキューピッドキャラの立場がなくなるため作品全体を俯瞰して「クピドゥレビュー」のキューピッドキャラが中立であることを謳うため、作詞を担当した藤林には「フラグ」的なものを散りばめたり人を俯瞰した内容にするよう注文したという。
タイトルの「クピドゥレビュー」は藤林による造語で、悠木自身意味を明かしていないため、撮影中それに関する議論が行われたという。

## 音楽性
人間を観察しながらフラグを回収するキューピッドの気持ちを歌った曲。このキューピッドは、羽根がメタリック的になっているなど一般的な意味での天使とは程遠い別の生き物をイメージしたため、衣装を黒と緑にしてウソっぽさを表現したという。
また、高揚感のあるスウィングジャズに悠木の持ち味であるシニカル性が合わさった不思議な曲となっている。そのため、起き上がり小法師やけん玉などのおもちゃの音色やブラスサウンドを取り入れたという。
歌詞には恋愛フラグや死亡フラグなど作中のテーマであるフラグを意識したフレーズが盛り込まれている。例えば歌詞中の「つか全部 折っちゃえばいいじゃん♪」は、運命への抗いを奨励したり悠木から同アニメの視聴者へのメッセージが込められている。

## シングルリリース
2014年4月30日にFlyingDogから発売された。悠木のシングルとしては前作「ビジュメニア」から約3か月ぶりのリリースとなる。
販売形態は初回限定盤（VTZL-79）と通常盤（VTCL-35179）の2種リリースで、初回限定盤には本曲のPVを収録したDVDが同梱されている。
2曲目「twinkAtrick」は、「クピドゥレビュー」同様天使をイメージした曲であるが、こちらはそれとは異なり天使が起床してからブランチを食べるまでの光景が描かれている。タイトルは意訳すれば「天使のイタズラ」を意味している。なお「人工的な森の中で植物が芽吹く」イメージの曲を悠木が複数の候補から選んで決定したため2コーラス目で盛り上がるような構成になっている。レコーディングは悠木曰く「ベビーブルーが水玉になるイメージ」で行ったが、その際メロディ自体が耳に心地よいため大半のスタッフが眠気を催したという。
5曲目「1st Love（はつ恋）宣言」は、同アニメで悠木が演じる吟遊院芹香のキャラクターソングであり、同アニメの挿入歌として使用された。バリバリのアイドルソングに仕上がっている。

## シングル収録内容
| 全作詞: 藤林聖子。 |                                                      |           |           |          |      |
| #                  | タイトル                                             | 作詞      | 作曲      | 編曲     | 時間 |
| 1.                 | 「クピドゥレビュー」                                 | 藤林聖子  | zakbee    | zakbee   | 4:48 |
| 2.                 | 「twinkAtrick」                                      | 藤林聖子  | まにょっ  | まにょっ | 5:30 |
| 3.                 | 「クピドゥレビュー」(without Aoi)                    | 藤林聖子  |           |          | 4:48 |
| 4.                 | 「twinkAtrick」(without Aoi)                         | 藤林聖子  |           |          | 5:31 |
| 5.                 | 「1st Love（はつ恋）宣言」(歌: 吟遊院芹香（悠木碧）) | 藤林聖子  | 黒川陽介  | 成瀬裕介 | 3:39 |
| 合計時間:          | 合計時間:                                            | 合計時間: | 合計時間: | 24:16    |      |

| #  | タイトル                          | 作詞 | 作曲・編曲 |
| -- | --------------------------------- | ---- | ---------- |
| 1. | 「クピドゥレビュー」(MUSIC VIDEO) |      |            |

## チャート
| チャート（2014年）                | 最高位 |
| --------------------------------- | ------ |
| オリコン                          | 18     |
| Billboard JAPAN Hot 100           | 43     |
| Billboard JAPAN Hot Singles Sales | 19     |